# Raymond A. Palmer
Raymond Arthur Palmer, auch Ray Alfred oder Ray Palmer (* 1. August 1910 Milwaukee; † 15. August 1977 Portage, Wisconsin), war ein einflussreicher US-amerikanischer Autor und Herausgeber von Science-Fiction.
Zwischen 1938 und 1949 edierte er Amazing Stories, danach brachte er das Magazin Fate heraus, sowie Mystic, Search und Flying Saucers. The Magazine of Space Conquest. Weiterhin veröffentlichte er verschiedene Werke über Spiritualismus wie Oahspe. A New Bible und über UFOs wie The Coming of the Saucers (zusammen mit Kenneth Arnold). Palmer verfasste weiterhin zahlreiche Stories im Fantasy- und Science-Fiction-Genre, die oftmals unter Pseudonym erschienen.
Neben Hugo Gernsback schuf Palmer einen der ersten SF-Fan-Clubs, den Science Correspondence Club, dessen erste Veranstaltung Anfang 1930 stattfand. Als Club-Organ diente die Zeitschrift The Comet, die später in Cosmology umbenannt wurde.
In den 1940er Jahren unterstützte er die dubiosen Thesen Richard Sharpe Shavers, die als Shaverismus bekannt wurden, was die scharfe Kritik von Forrest J. Ackerman hervorrief, der darin eine generelle Beschädigung des Genres Science-Fiction sah.

## Bibliografie
Sind bei den Originalausgaben zwei Erscheinungsjahre angegeben, so ist das erste das des Erstdrucks und das zweite das der Erstausgabe (als Buch).
Romane
- Cosmos (1930, 2015, mit zahlreichen anderen Autoren, Palmer schrieb Kapitel 10: Conference at Copernicus)
- Doorway to Hell (1942, als Frank Patton)
- King of the Dinosaurs (1945, als J. W. Pelkie)
- I Flew in a Flying Saucer (1951, als Captain A. V. G. und Ray Palmer)
- The Vengeance of Martin Brand (1942, als G. H. Irwin, 2005)

Kurzgeschichten
- The Time Ray of Jandra (1930)
- The Man Who Invaded Time (1932)
- Dimension Doom (1933)
- Escape from Antarctica (1933)
- The Girl from Venus (1933, als Rae Winters)
- The Vortex World (1934)
- The Return to Venus (1934, als Rae Winters)
- The Time Tragedy (1934)
- Three from the Test-Tube (1935)
- The Symphony of Death (1935)
- Matter Is Conserved (1938)
- Catalyst Planet (1938)
- Outlaw of Space (1938, als Wallace Quitman)
- The Blinding Ray (1938, als A. R. Steber)
- Polar Prison (1938, als Morris J. Steele)
- Pioneer – 1957! (1939, als Henry Gade)
- The Phantom Enemy (1939, als Morris J. Steele)
- The Scientists Revolt (1939, mit Edgar Rice Burroughs)
- Liners of Space (1939, als Henry Gade)
- Black World (1940, 2006)
- When the Gods Make War (1940, als A. R. Steber)
- Lone Wolf of Space (1941, mit Joseph J. Millard als A. R. Steber)
- The Invincible Crime-Buster (1941, als Henry Gade)
- Mystery of the Martian Pendulum (1941, mit John Russell Fearn, als Thornton Ayre und A. R. Steber)
- The Test Tube Girl (1942, als Frank Patton)
- A Patriot Never Dies (1943, als Frank Patton)
- Jewels of the Toad (1943, als Frank Patton)
- War Worker 17 (1943, als Frank Patton)
- Weapon for a WAC (1944, als Sgt. Morris J. Steele)
- Moon of Double Trouble (1945, als A. R. Steber)
- The Martian's Masterpiece (1945, als Morris J. Steele)
- Strange Offspring (1946)
- Toka and the Man Bats (1946, als J. W. Pelkie)
- Toka Fights the Big Cats (1947, als J. W. Pelkie)
- In the Sphere of Time (1948, als J. W. Pelkie)
- Mahaffey’s Mystery (1950, auch als Frank Patton)
- The Justice of Martin Brand (1950, als G. H. Irwin)
- Eye of the Temptress (1951)
- Red Coral (1951)
- Mr. Yellow Jacket (1951)
- The Hell Ship (1952)
- Diagnosis (1953)
- New Moon (1953)
- I'll Tell My Big Brother (1953)
- The Hidden Kingdom (1953)
- The Devil’s Empire (1954)
- The Atomic Age……Sex Murders (1955)
- Jonah and the Venus Whale (1955)
- The Metal Emperor (1955)
- The Shaver Mystery: No. 2: The Rescue of Atlantis and Lemuria by the Flying Saucers (1956, mit Richard S. Shaver)

Sachliteratur
- The Coming of the Saucers. A Documentary Report on Sky Objects That Have Mystified the World (1952, mit Kenneth Arnold)